# Léonie Périault
Léonie Périault (n. 31 iulie 1994, Clamart, Île-de-France, Franța) este o sportivă ce a reprezentat Franța, medaliată olimpică. A participat la o ediție a Jocurilor Olimpice (2020) în care a câștigat o medalie de bronz.